# Josep Pich Mitjana
Josep Pich Mitjana (Manresa, 1967) és un historiador i professor de la Universitat Pompeu Fabra de Barcelona, especialitzat en la història político-social de Catalunya i els orígens del catalanisme polític al segle xix.
És llicenciat en Història Contemporània per la Universitat de Barcelona (1991) i doctor per la Universitat Pompeu Fabra (1999), amb la tesi Valentí Almirall i Llozer (1841-1904) i la gènesi del catalanisme polític, dirigida per Josep Termes i Ardèvol, del qual se'l considera deixeble. El 2021 va ser nomenat catedràtic d'Història Contemporània de la Universitat Pompeu Fabra.
Ha guanyat ex aequo el Premi Joan Givanel i Mas de Ciències de la Comunicació de l'Institut d'Estudis Catalans del 2001 i el XXI Premi Ferran Soldevila de la Fundació Congrés de Cultura Catalana de 2004 amb dues obres sobre Valentí Almirall.
És membre del Grup de Recerca en Estats, Nacions i Sobiranismes, de l'Institut Universitari d'Història Jaume Vicens i Vives de la Universitat Pompeu Fabra. Les seves línies d'investigació són: la història política espanyola de la segona meitat del segle xix i principis del segle xx, des del Sexenni Democràtic a la Restauració borbònica, el federalisme, el catalanisme i l'imperialisme espanyol al Marroc, amb un interès especial en la premsa, especialment la satírica. També ha investigat sobre l'anticlericalisme a Catalunya i a Espanya. A banda d'Almirall també ha estudiat altres personatges de l'època: Francesc Pi i Maragall, Antonio Royo Villanova i Manuel de Lasarte i Rodríguez-Cardoso. Per a les seves investigacions a més fa seguiment de la premsa de l'època: Diari Català, El Estado Catalán, Gracia y Justicia entre d'altres. És autor de diverses monografies i articles de recerca històrica. Ha realitzat una edició de les obres de Conrad Roure, que recull els tres volums de l'obra i forma part d'una sèrie de nou volums que vol aplegar la producció periodística de l'autor.

## Obres destacades
- El Centre Català: La primera associació política catalanista (1882-1894). (2002)
- Almirall i el Diari Català. [Barcelona]: Institut Universitari d'Història Jaume Vicens i Vives (2003)
- Federalisme i catalanisme: Valentí Almirall i Llozer (1841-1904). [Barcelona]: Institut Universitari d'Història Jaume Vicens i Vives (2004)[11]
- Valentí Almirall i el federalisme intransigent. Barcelona (2006)
- Francesc Pi y Margall y la crisis de Melilla de 1893-1894. (2008)
- Els llums s'apaguen a tot Europa. La fi de la Belle Époque. (2014)[12]

Per a una bibliografia més completa vegeu «Obra de Josep Pich Mitjana» a Dialnet.